# Даніель Бернуллі

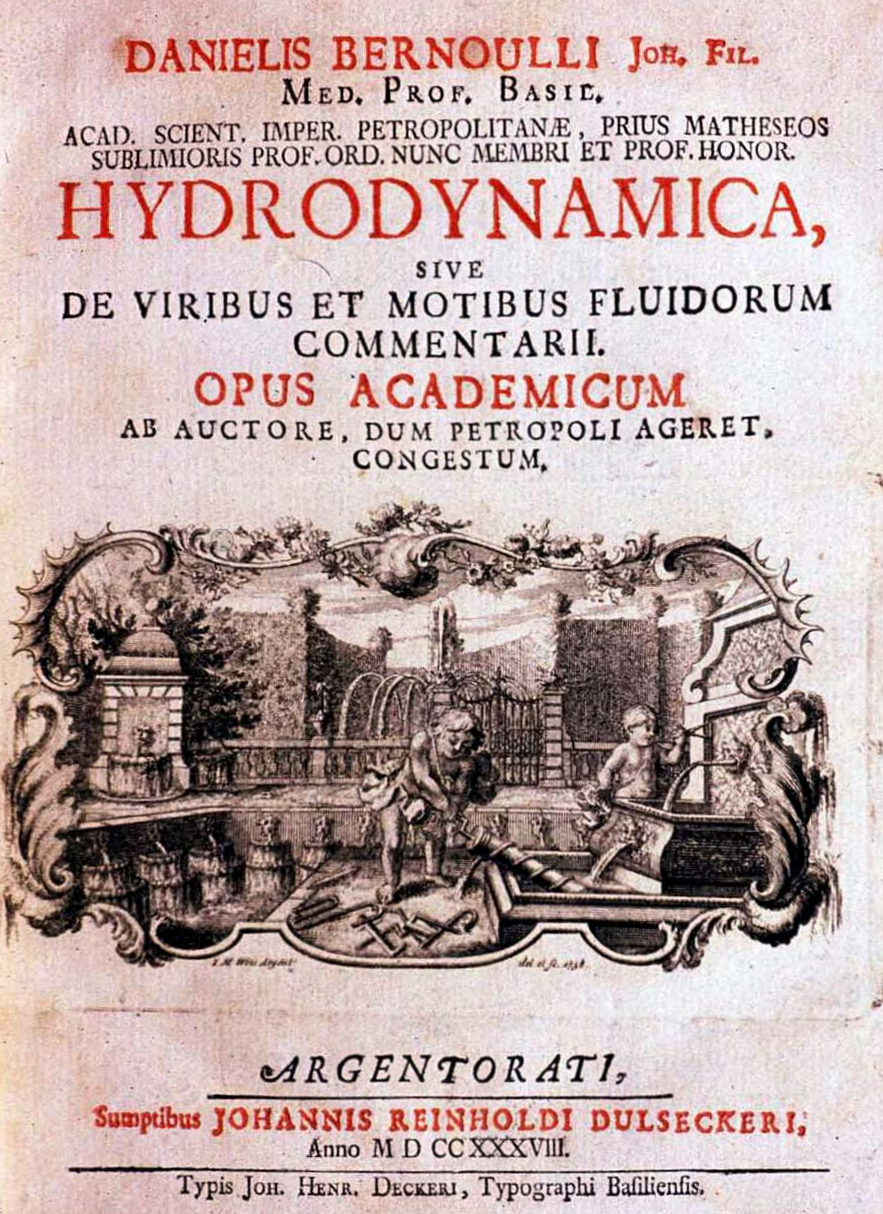
Титульна сторінка монографії «Гідродинаміка» (1738)

Даніе́ль Берну́ллі (нім. Daniel Bernoulli; 29 січня (8 лютого) 1700 — 17 березня 1782) — швейцарський учений, син Йоганна Бернуллі.
Академік (1725–1733) та іноземний почесний член (1733) Петербурзької АН, член Болонської АН (1724), Берлінської АН (1747), Паризької АН (1748), Лондонського королівського товариства (1750). Даніеля Бернуллі разом з Даламбером, Ейлером і Лагранжем можна вважати засновником математичної фізики.

## Біографічні дані
Даніель народився у сім'ї Йоганна Бернуллі і Доротеї Фалькнер в Гронінгені (Республіка Об'єднаних провінцій, тепер — Голландія), де батько тоді викладав математику в університеті. У 1713 р. закінчив звичайний курс навчання в класах Базельської гімназії. З юних років захопився математикою, спочатку навчався у батька і брата Ніколаса (нім. Nicolaus(II) Bernoulli), паралельно вивчаючи медицину. У 1716 р. отримав звання магістра філософії. В 1718 р. перейшов у Гейдельберську академію, у якій під керівництвом видатного лікаря Нобеля вивчав усі розділи медицини, а в 1719 році навчався у Стразбурзі.
Після повернення до Швейцарії подружився з Ейлером, який у той час навчався у Базельському університеті і часто бував у домі свого наставника професора Йоганна Бернуллі.
1721: Здав іспити на медика в Базелі, захистив дисертацію. Потім виїхав до Венеції, де набирався досвіду в медицині під керівництвом відомого на той час лікаря Мікелотті.
1724: За підтримки одного з друзів видав результати своїх досліджень у математиці, працю «Математичні вправи» (лат. «Exercitationes»), що принесла йому популярність. У цьому ж році протягом шести місяців важко хворів. У цей період його наукова репутація настільки зміцнилась, що йому запропонували пост президента заново створеної академії у Генуї, яку він відхилив, надавши перевагу пропозиції від Петербурзької академії наук.
1725: Разом з братом Ніколасом їде на запрошення в Петербург, де за імператорським указом заснована Петербурзька академія наук. Займається там медициною, але потім переходить на кафедру математики (1728), що стала вакантною після смерті його брата Ніколаса. Момент для приїзду був надзвичайно невдалим — якраз помер Петро I, почалася плутанина. Запрошені до Академії іноземці частково розсіялися, але Даніель залишився і навіть умовив приїхати друга Л. Ейлера (отримав запрошення у 1726 році, прибув у Санкт-Петербург у 1727). Але тут померла імператриця Катерина I, і владі остаточно стало не до Академії. Незабаром Даніель повернувся в Базель (1733). Він залишився почесним членом Петербурзької академії, в її журналі опубліковані 47 з 75 праць Даніеля Бернуллі. Під час перебування в Росії він надрукував «Зауваження про рекурентні послідовності» (1728) і підготував свою головну працю: монографію «Гідродинаміка» (лат. «Hydrodynamica, sive de Viribus et Motibus Fluidorum commentarii. Opus Academicum…») (опублікована у 1738 році).
1733: Влаштувався професором анатомії і ботаніки в Базелі (інших вакансій не було). Веде жваве, взаємно-корисне листування з Ейлером.
1738: Як результат багаторічної праці видається друком фундаментальна праця «Гідродинаміка». Серед іншого там обґрунтовується основоположний закон Бернуллі. Диференціальних рівнянь руху рідини в книзі ще немає (їх встановив Ейлер у 1750-і роки).
1747 — 1753: Публікується важлива серія робіт про коливання струни. Бернуллі, виходячи з фізичних міркувань, здогадався розкласти рішення в тригонометричний ряд. Він проголосив, що цей ряд є не менш загальним, ніж степеневий. Ейлер і Д'Аламбер виступили із запереченнями. Питання було вирішене Фур'є лише у XIX столітті, і Бернуллі виявився правим.
1748: Обраний іноземним членом Паризької Академії наук.
1750: Перейшов на кафедру фізики Базельського університету, де й працював до кінця життя. Двічі був обраний ректором. Помер за робочим столом навесні 1782-го.
Одружений не був. Стосунки з батьком коливалися від натягнутих до ворожих, суперечки між ними про пріоритет окремих положень гідродинаміки не вщухали.

## Наукові заслуги
Найбільше Даніель Бернуллі прославився працями в галузі математичної фізики та теорії диференціальних рівнянь — його вважають, поряд із Д'Аламбером і Ейлером, засновником математичної фізики.
Фізик-універсал, він ґрунтовно збагатив кінетичну теорію газів, гідродинаміку і аеродинаміку, теорію пружності. Він перший виступив з твердженням, що причиною тиску газу є тепловий рух молекул. У своїй класичній праці «Гідродинаміка» він вивів рівняння стаціонарної течії нестисливої рідини (закон Бернуллі), що лежить в основі динаміки рідин і газів. З точки зору молекулярної теорії він пояснив закон Бойля — Маріотта.
Бернуллі належить одне з перших формулювань закону збереження енергії («живої сили», як тоді казали), а також (одночасно з Ейлером) перше формулювання закону збереження моменту кількості руху (1746). Він багато років вивчав і математично моделював пружні коливання, ввів поняття гармонічного коливання, увів метод суперпозицій коливань.
В математиці опублікував низку результатів досліджень по теорії ймовірностей, теорії рядів, чисельним методам і диференціальним рівнянням. Він перший застосував математичний аналіз до завдань теорії ймовірностей (1768), до цього використовувалися тільки комбінаторний підхід. Бернуллі вніс вклад у математичну статистику, розглянувши з застосуванням імовірнісних методів ряд практично важливих задач (лат. «Specimen theoriae novae de mensura sortis» 1738).
Д. Бернуллі десять разів отримував премії Паризької академії наук (тільки Ейлер перевищив цей результат).